# Giraffa priscilla
Giraffa priscilla és una espècie extinta de mamífer artiodàctil de la família dels giràfids que visqué al subcontinent indi durant el Miocè mitjà, fa entre 11,2 i 14,2 milions d'anys. Se n'han trobat restes fòssils a la formació de Chinji (Índia i Pakistan). És coneguda exclusivament a partir de dents i fragments mandibulars. Les corones de les dents són amples, però més baixes que en Giraffokeryx. No és del tot segur que pertanyi al gènere Giraffa. Podria tenir afinitat amb el vixnuteri, encara que William Diller Matthew arribà a suggerir que era un paleomerícid.